# Pro Infirmis
Pro Infirmis est l'organisation faîtière pour les personnes en situation de handicap en Suisse. Elle gère des centres de consultation et défend les intérêts des personnes handicapées au niveau politique.

## Histoire
L'association Pro Infirmis est créée en 1920, sous le nom d'Association suisse en faveur des anormaux, par plusieurs associations s'occupant de personnes handicapées physiques ou mentales. Elle adopte le nom d'Association suisse Pro Infirmis en 1946, puis celui de Pro Infirmis en 2000. Son siège est à Zürich.

## Principes directeurs
Pro Infirmis lutte contre la discrimination des personnes en situation de handicap et s'engage pour leur inclusion et leur autodétermination. En tant que plus grande organisation spécialisée de Suisse, Pro Infirmis conseille et accompagne les personnes concernées et leurs proches et les soutient avec diverses prestations.
Pro Infirmis s'engage pour que les personnes handicapées puissent participer activement à la vie sociale et ne soient pas discriminées. Pro Infirmis souhaite atteindre cet objectif en collaboration avec les personnes concernées.

## Activités
L'association défend les intérêts des personnes en situation de handicap au niveau politique. Elle thématise leurs besoins particuliers et les défend dans le débat public. Elle informe et sensibilise sur la situation actuelle des personnes handicapées en Suisse. L'organisation agit politiquement au niveau fédéral, cantonal et communal et prend position sur des projets de loi, afin de lutter contre les injustices et les discriminations. Pro Infirmis vise une amélioration quantitative et qualitative de la sécurité sociale.
L'organisation travaille avec du personnel spécialisé. Celui-ci est soutenu par les comités bénévoles de l'organisation. Selon ses propres indications, l'association emploie environ 800 collaborateurs permanents. S'y ajoute un grand nombre de collaborateurs payés à l'heure. Les collaborateurs assurent chaque année environ 100 000 contacts de conseil, d'assistance et de soutien aux personnes en situation de handicap et à leurs proches.
Pro Infirmis sensibilise le public et les acteurs politiques par le biais de campagnes diffusées au niveau national.
Les prestations sont diverses et comprennent notamment des consultations sociales, des aides financières directes, des services de relève pour les proches aidants, des conseils en construction sans obstacles, des centres de formation continue, des services d'insertion professionnelle, des conseils juridiques, le service Culture Inclusive ou encore Eurokey.

## Organisation et financement
Le financement des services est assuré à environ 60 % par des contributions des pouvoirs publics et à 40 % par des fonds privés (dons et legs) ainsi que par d'autres recettes. Environ 50 bureaux et services de consultation sont répartis dans toute la Suisse. La direction se compose de sept membres. Un Bureau composé de neuf personnes assume la planification et la direction stratégique.